# Brandenberg
Brandenberg är en ort och kommun i distriktet Kufstein i förbundslandet Tyrolen i Österrike. I norr gränsar kommunen till Tyskland.
Kommunen består av två orter (Ortschaften) (inom parentes invånarantal 1 januari 2024):
- Aschau (359)
- Brandenberg (1 160)